# Станишев, Димитр
Димитр Яков Станишев (болг. Димитър Яков Станишев; 11 мая 1924, с. Щука (ныне община Босилово, Северная Македония — 4 января 2000) — болгарский политический, дипломатический и общественный деятель. Секретарь и член Центрального комитета Болгарской коммунистической партии. Историк.

## Биография
Активный участник революционного движения в Болгарии. В шестнадцатилетнем возрасте вступил в ряды Рабочего молодёжного союза, молодёжной организации БКП. В годы Второй мировой войны — участник антифашистского движения сопротивления, до марта 1944 — в составе партизанской бригады «Чавдар».
После 9 сентября 1944 направлен на учëбу в СССР, где до 1951 обучался на историческом факультете Московского государственного университета. Получил научную степень доктора философии по истории марксизма-ленинизма.
С 1955 работал заведующим кафедрой «Международного коммунистического рабочего движения» в Высшей партийной школе в Софии. Был профессором Академии общественных наук и управления при ЦК БКП.
Позже работал консультантом и заведующим отделом Центрального Комитета Коммунистической партии Болгарии.
Полномочный министр в Москве с 1974 года. Представитель ЦК БКП в редколлегии журнала «Проблемы мира и социализма» в Праге.
С 1976 года — член, а с 1977 — секретарь ЦК БКП, отвечающий за международные связи Болгарской компартии.
Избирался делегатом 7-го, 8-го и 9-го Великого народного собрания Болгарии, верховного органа болгарской государственной власти.
После политических реформ отошёл от активной политической деятельности. В 1992 году был обвинен в растрате государственных средств в виде помощи братским коммунистическим партиям. До своей смерти в 2000 году, не признавая своей вины, в суд не являлся.

## Семья
Во время учëбы в Москве познакомился и поженился на студентке факультета славянской филологии МГУ Дине Сергеевне Мухиной, будущей профессор факультета славянской филологии Софийского Университета. Старший сын — архитектор Георгий Димитров Станишев.
Младший — Серге́й Дмитриевич Стани́шев, болгарский государственный и политический деятель, 61-й премьер-министр Болгарии в 2005—2009 годах, Председатель Болгарской социалистической партии (БСП).